# Mühlheim an der Donau
Pour les articles homonymes, voir Mühlheim.
Mühlheim an der Donau est une ville de Bade-Wurtemberg (Allemagne), située dans l'arrondissement de Tuttlingen, dans le district de Fribourg-en-Brisgau.

## Géographie
Mühlheim an der Donau se trouve au cœur du parc naturel du Haut-Danube, à une dizaine de kilomètres au nord-est de Tuttlingen, chef-lieu d'arrondissement. Dans le quartier de Stetten, situé à l'ouest de Mühlheim, le Kesselbach se jette dans le Danube. Le Lippach se jette dans le secteur de la vieille ville et le Wulfbach se jette à proximité de la limite est de la commune.

## Histoire
L'histoire de la ville de Mühlheim remonte au moins à l'époque romaine, lorsque les premières roues de moulin furent installées sur la rive gauche du Danube, dans le secteur de l'actuelle vieille ville, aux deux sources karstiques du Wulfbach. Ces sources fournissaient toute l'année suffisamment d'eau pour alimenter les roues des moulins et le village qui s'y rattachait. L'importance centrale des moulins a fait que ceux-ci ont donné leur nom au village. Le développement ultérieur de Mühlheim a été favorisé par une ancienne route commerciale qui, venant du lac de Constance, traversait le Danube à gué à Mühlheim et continuait ensuite à travers le Jura souabe vers Rottweil. En amont du gué, une église dédiée à saint Gall a probablement été construite au VIIIe siècle. On ne sait pas exactement quelle était l'importance de Mühlheim à cette époque, mais on peut considérer comme certain que l'église était importante non seulement pour Mühlheim, mais aussi pour certains villages voisins. La première mention de Mühlheim dans un document officiel date de 843. 
Au XIIe siècle, Mühlheim devint la propriété de la famille de haute noblesse des Zollern. Peu après 1200, Frédéric IV de Zollern fonda un château sur un éperon montagneux au sud du Danube, appelé Nußbühl. Une ville fortifiée avec quatre portes s'y est rapidement rattachée. Plusieurs familles nobles, dont une branche des seigneurs de Werenwag, ont choisi Mühlheim comme lieu de résidence à cette époque. L'ancienne voie commerciale était entre-temps devenue une route impériale, ce qui favorisa l'apparition de foires hebdomadaires et annuelles. Mühlheim devint ainsi un centre économique régional.
Les comtes de Zollern firent de Mühlheim le centre administratif de la seigneurie de Mühlheim en acquérant plusieurs villages et surtout en obtenant le bailliage du monastère de Beuron. À la fin du XIVe siècle, la ville tenta de créer son propre territoire sur le modèle des villes impériales. C'est ainsi qu'en 1386, le châtelain Peter der Spreter réussit à acheter le château de Kraftstein, mais la ville ne parvint pas à en acquérir d'autres.
Mühlheim fut ensuite vendue deux fois, tout d'abord en 1392 aux seigneurs de Weitingen et 17 ans plus tard aux seigneurs d'Enzberg, qui résidaient donc à Mühlheim depuis 1409. Le départ de plusieurs familles importantes à la suite d'un conflit constitutionnel entre les bourgeois et leurs nouveaux seigneurs dans la seconde moitié du XVe siècle accéléra le déclin de la ville qui commença à la fin du Moyen Âge.
Le facteur déterminant de l'évolution négative de la ville fut le transfert du trafic vers la route, qui menait du lac de Constance à Rottweil via Tuttlingen. Mühlheim perdit de son importance et devint une petite ville de campagne paisible à l'ombre de Tuttlingen. Les habitants de Mühlheim vivaient désormais principalement de l'agriculture et de quelques entreprises artisanales locales.
Le déclin de la localité fut scellé par la guerre de Trente Ans, au cours de laquelle Mühlheim fut occupée à plusieurs reprises par les troupes impériales et suédoises. En 1632, 300 Suédois auraient été tués lors d'un raid. Une tombe suédoise sur le Danube rappelle encore aujourd'hui ce bain de sang. La guerre a causé de grandes souffrances à la ville : sur les 96 citoyens initiaux et leurs familles, seuls 28 vivaient encore dans la ville en 1635. Les autres avaient fui, étaient morts de faim ou avaient succombé à une épidémie.
Dans sa chronique, le maire de l'époque, Bartholomäus Kindler, décrit le sort qui a été réservé à la ville. La ville ne s'est guère remise de ce coup du sort et a failli sombrer dans l'insignifiance au XVIIIe siècle.
En 1806, en raison du traité de la confédération du Rhin et de sa situation sur la rive droite du Danube, Mühlheim passa brièvement sous la domination badoise, mais fut rattachée la même année au royaume de Wurtemberg par le traité d'échange et d'épuration et fut rattachée à la préfecture de Tuttlingen. La révolution industrielle de la fin du 19e siècle a également touché Mühlheim et a peu à peu ramené une modeste prospérité dans la petite ville. C'est à cette époque que furent créées des usines d'horlogerie, comme celles de Ruprecht Amman et de Karl Aigeltinger.
La construction de la ligne ferroviaire Tuttlingen-Inzigkofen par les chemins de fer de l'État du Wurtemberg en 1890 a donné un nouvel élan à l'entreprise. La même année, un incendie a causé des dommages considérables à la ville.
En 1896, l'horloger Ludwig Leibinger fonda un atelier d'instruments chirurgicaux. Dans les années qui suivirent, d'autres entreprises artisanales et industrielles s'installèrent dans le faubourg.
Lors de la réforme administrative de l'époque nazie dans le Wurtemberg, Mühlheim fut rattachée au district de Tuttlingen en 1938.
Après la Seconde Guerre mondiale, Mühlheim faisait partie de la zone d'occupation française et devint ainsi en 1947 une partie du nouveau Land de Wurtemberg-Hohenzollern, qui fut absorbé en 1952 par le Land de Bade-Wurtemberg.
Grâce à des extensions architecturales qui ont eu lieu depuis les années 1950, principalement dans la banlieue, la plus grande partie de la ville se trouve aujourd'hui à nouveau sur la rive gauche du Danube, comme à l'époque romaine, alors qu'au Moyen Âge, le centre de Mühlheim se trouvait dans la ville haute, sur la rive droite du Danube.
Avec la réforme des arrondissements du Bade-Wurtemberg, la ville de Mühlheim est passée en 1973, en tant que partie de l'arrondissement de Tuttlingen, du district administratif de Südwürttemberg-Hohenzollern au district administratif de Fribourg.
En 1979, la ville de Mühlheim s'est dotée d'une école secondaire et a gagné en 1987 des locaux représentatifs pour des manifestations culturelles grâce à l'acquisition du Vorderes Schloss (château avant) auprès du baron von Enzberg. Mühlheim a aménagé un musée dans le Vorderes Schloss. De nombreux bâtiments historiques à colombages de la ville haute ont été restaurés, ce qui a permis de reconstituer l'image historique de la ville, au centre de laquelle se trouve l'hôtel de ville, qui date probablement du XIVe siècle.
Le 1er décembre 1971, la commune jusqu'alors indépendante de Stetten an der Donau (ainsi depuis le 27 janvier 1962, auparavant Stetten) a été rattachée.